# Roman Baskin
Roman Baskin (25 de diciembre de 1954 – 13 de septiembre de 2018) fue un actor y director cine y teatro estonio.
Sus padres fueron Eino Baskin e Ita Ever. Entre sus trabajos, se incluyen títulos como Leiutajateküla Lotte (2006), Jan Uuspõld läheb Tartusse (2007), Kirjad Inglile (2010) y Idioot (2011). Dirigió en 1991 Peace Street para el cine y la adaptación para televisión de la obra La visita en 2006.
Por su carrera, Baskin recibió la Orden de la Estrella Blanca de cuarta clase en 2018. Se le diagnosticó de cáncer y murió el 13 de septiembre de 2018.